# Gran Premi de la Xina del 2017
El Gran Premi de la Xina de Fórmula 1 de 2017 serà la segona carrera de la temporada 2017. Tingué lloc del 7 al 9 d'abril en el Circuit Internacional de Xangai, a Xangai. Nico Rosberg va ser el vencedor de l'edició anterior, seguit per Sebastian Vettel i Daniil Kvyat. Els pilots que estan en actiu que han guanyat a Xangai són Lewis Hamilton, Kimi Räikkönen, Fernando Alonso i Sebastian Vettel.

## Pneumàtics
| Nom del compost | Color | Color | Banda de rodadura     | Condicions del temps | Tipus del compost   | Adherència             | Longevitat         |
| --------------- | ----- | ----- | --------------------- | -------------------- | ------------------- | ---------------------- | ------------------ |
| Super tou       | SS    |       | Slick (Llis) (P Zero) | Sec                  | Tou                 | 4 - Més adherència     | 2 - Menys durador  |
| Tou             | S     |       | Slick (Llis) (P Zero) | Sec                  | Optatiu / Tou / Dur | 3 - Adherència mitjana | 3 - Durada mitjana |
| Mitjà           | M     |       | Slick (Llis) (P Zero) | Sec                  | Tou / Dur           | 2 - Menys adherència   | 4 - Més durada     |

## Entrenaments lliures

### Primers lliures
Resultats
| Pos. | Nº | Pilot           | Equip/Motor             | Millor temps | Diferència | Compost | Voltes |
| ---- | -- | --------------- | ----------------------- | ------------ | ---------- | ------- | ------ |
| 1    | 33 | Max Verstappen  | Red Bull - TAG Heuer    | 1:50.491     | —          | I       | 4      |
| 2    | 19 | Felipe Massa    | Williams Martini Racing | 1:52.086     | +1.595     | I       | 7      |
| 3    | 18 | Lance Stroll    | Williams Martini Racing | 1:52.507     | +2.016     | I       | 7      |
| 4    | 55 | Carlos Sainz    | Scuderia Toro Rosso     | 1:52.840     | +2.349     | I       | 5      |
| 5    | 8  | Romain Grosjean | Haas F1 Team            | 1:53.039     | +2.548     | I       | 6      |

### Segons lliures
Resultats
Degut al mal temps no es va fer la segona tanda d'entrenaments lliures.

### Tercers lliures
Resultats
| Pos. | Nº | Pilot            | Equip/Motor             | Millor temps | Diferència | Compost | Voltes |
| ---- | -- | ---------------- | ----------------------- | ------------ | ---------- | ------- | ------ |
| 1    | 5  | Sebastian Vettel | Ferrari                 | 1:33.336     | —          | SS      | 20     |
| 2    | 7  | Kimi Räikkönen   | Ferrari                 | 1:33.389     | +0.053     | SS      | 19     |
| 3    | 77 | Valtteri Bottas  | Mercedes AMG            | 1:33.707     | +0.371     | SS      | 26     |
| 4    | 44 | Lewis Hamilton   | Mercedes AMG            | 1:33.879     | +0.543     | SS      | 25     |
| 5    | 19 | Felipe Massa     | Williams Martini Racing | 1:34.773     | +1.437     | SS      | 23     |

## Classificació
Resultats
| Pos. | Nº | Pilot              | Equip-motor             | Part 1   | Part 2      | Part 3   | Graella |
| ---- | -- | ------------------ | ----------------------- | -------- | ----------- | -------- | ------- |
| 1    | 44 | Lewis Hamilton     | Mercedes AMG            | 1:33.333 | 1:32.406    | 1:31.678 | 1       |
| 2    | 5  | Sebastian Vettel   | Ferrari                 | 1:33.078 | 1:32.391    | 1:31.864 | 2       |
| 3    | 77 | Valtteri Bottas    | Mercedes AMG            | 1:33.684 | 1:32.552    | 1:31.865 | 3       |
| 4    | 7  | Kimi Räikkönen     | Ferrari                 | 1:33.341 | 1:32.181    | 1:32.140 | 4       |
| 5    | 3  | Daniel Ricciardo   | Red Bull - TAG Heuer    | 1:34.041 | 1:33.546    | 1:33.033 | 5       |
| 6    | 19 | Felipe Massa       | Williams Martini Racing | 1:34.205 | 1:33.759    | 1:33.507 | 6       |
| 7    | 27 | Nico Hülkenberg    | Renault                 | 1:34.453 | 1:33.636    | 1:33.580 | 7       |
| 8    | 11 | Sergio Pérez       | Force India             | 1:34.657 | 1:33.920    | 1:33.706 | 8       |
| 9    | 26 | Daniil Kvyat       | Scuderia Toro Rosso     | 1:34.440 | 1:34.034    | 1:33.719 | 9       |
| 10   | 18 | Lance Stroll       | Williams Martini Racing | 1:33.986 | 1:34.034    | 1:34.220 | 10      |
| 11   | 55 | Carlos Sainz       | Scuderia Toro Rosso     | 1:34.567 | 1:34.150    |          | 11      |
| 12   | 20 | Kevin Magnussen    | Haas F1 Team            | 1:34.942 | 1:34.164    |          | 12      |
| 13   | 14 | Fernando Alonso    | McLaren F1 Team         | 1:34.499 | 1:34.372    |          | 13      |
| 14   | 9  | Marcus Ericsson    | Sauber F1 Team          | 1:34.892 | 1:35.046    |          | 14      |
| 15   | 36 | Antonio Giovinazzi | Sauber F1 Team          | 1:34.963 | sense temps |          | 18*     |
| 16   | 2  | Stoffel Vandoorne  | McLaren F1 Team         | 1:35.032 |             |          | 15      |
| 17   | 8  | Romain Grosjean    | Haas F1 Team            | 1:35.223 |             |          | 19*     |
| 18   | 30 | Jolyon Palmer      | Renault                 | 1:35.279 |             |          | 20*     |
| 19   | 33 | Max Verstappen     | Red Bull - TAG Heuer    | 1:35.433 |             |          | 16      |
| 20   | 31 | Esteban Ocon       | Force India             | 1:35.496 |             |          | 17      |

## Carrera
Resultats
| Pos. | Nº | Pilot              | Equip-motor             | Voltes | Temps/Retirat     | Graella | Punts |
| ---- | -- | ------------------ | ----------------------- | ------ | ----------------- | ------- | ----- |
| 1    | 44 | Lewis Hamilton     | Mercedes AMG            | 56     | 1:37:36.158       | 1       | 25    |
| 2    | 5  | Sebastian Vettel   | Ferrari                 | 56     | +6.250            | 2       | 18    |
| 3    | 33 | Max Verstappen     | Red Bull - TAG Heuer    | 56     | +45.192           | 16      | 15    |
| 4    | 3  | Daniel Ricciardo   | Red Bull - TAG Heuer    | 56     | +46.035           | 5       | 12    |
| 5    | 7  | Kimi Räikkönen     | Ferrari                 | 56     | +48.076           | 4       | 10    |
| 6    | 77 | Valtteri Bottas    | Mercedes AMG            | 56     | +48.808           | 3       | 8     |
| 7    | 55 | Carlos Sainz       | Scuderia Toro Rosso     | 56     | +1:12.893         | 11      | 6     |
| 8    | 20 | Kevin Magnussen    | Haas F1 Team            | 55     | +1 volta          | 12      | 4     |
| 9    | 11 | Sergio Pérez       | Force India             | 55     | +1 volta          | 8       | 2     |
| 10   | 31 | Esteban Ocon       | Force India             | 55     | +1 volta          | 17      | 1     |
| 11   | 8  | Romain Grosjean    | Haas F1 Team            | 55     | +1 volta          | 19      |       |
| 12   | 27 | Nico Hülkenberg    | Renault                 | 55     | +1 volta          | 7       |       |
| 13   | 30 | Jolyon Palmer      | Renault                 | 55     | +1 volta          | 20      |       |
| 14   | 19 | Felipe Massa       | Williams Martini Racing | 55     | +1 volta          | 6       |       |
| 15   | 9  | Marcus Ericsson    | Sauber F1 Team          | 55     | +1 volta          | 14      |       |
| 16   | 14 | Fernando Alonso    | McLaren F1 Team         | 33     | Embragatge        | 13      |       |
| 17   | 26 | Daniil Kvyat       | Scuderia Toro Rosso     | 18     | Caixa de canvis   | 9       |       |
| Ret  | 2  | Stoffel Vandoorne  | McLaren F1 Team         | 17     | Problema elèctric | 15      |       |
| Ret  | 36 | Antonio Giovinazzi | Sauber F1 Team          | 4      | Accident          | 18      |       |
| Ret  | 18 | Lance Stroll       | Williams Martini Racing | 1      | Col·lisió         | 10      |       |

## Classificacions després de la carrera
| Pos. | Pilot            | Punts | Canvis de posició |
| ---- | ---------------- | ----- | ----------------- |
| 1    | Lewis Hamilton   | 43    | 1                 |
| 2    | Sebastian Vettel | 43    | 1                 |
| 3    | Max Verstappen   | 25    | 2                 |
| 4    | Valtteri Bottas  | 23    | 1                 |
| 5    | Kimi Räikkönen   | 22    | 1                 |

| Pos. | Constructor          | Punts | Canvis de posició |
| ---- | -------------------- | ----- | ----------------- |
| 1    | Mercedes AMG         | 66    | 1                 |
| 2    | Ferrari              | 65    | 1                 |
| 3    | Red Bull - TAG Heuer | 37    | =                 |
| 4    | Scuderia Toro Rosso  | 12    | 2                 |
| 5    | Force India          | 10    | =                 |